# ГЕС Ралко
ГЕС Ралко — гідроелектростанція в центральній частині Чилі у регіоні Біобіо (VIII Регіон). Знаходячись між ГЕС Palmucho (32 МВт, вище за течією) та ГЕС Панге, входить до складу каскаду на другій за довжиною річці країни Біобіо, яка впадає у Тихий океан у місті Консепсьйон.
У межах проєкту річку перекрили бетонною греблею висотою 112 метрів та довжиною 350 метрів, яка утримує водосховище з об'ємом 695 млн м3. Від сховища прокладено дериваційний тунель довжиною 7,5 км та діаметром 9,2 метра, що прямує під лівобережним гірським масивом. На завершальному етапі він з'єднаний із підземним балансувальним резервуаром висотою 110 метрів.
Основне обладнання станції становлять п'ять турбін типу Френсіс потужністю по 75,4 МВт, які при напорі у 76 метрів забезпечують виробництво 542 млн кВт·год електроенергії на рік.
Для видачі продукції ГЕС до мережі встановлені трансформатори, які здатні підіймати напругу до 230 кВ.